# Passer rating
Passer rating (anche passing efficiency o pass efficiency nel football universitario) è l'espressione con cui nel football americano si designa un coefficiente di misura di qualità della prestazione del quarterback.
Attualmente vengono usate due formule matematiche per definire tale coefficiente: una usata ufficialmente nella National Football League e nella Canadian Football League e l'altra nel football universitario. Il passer rating viene calcolato usando la percentuale di passaggi completati, le iarde guadagnate, i touchdown e gli intercetti.
Il massimo valore possibile del passer rating nella NFL è 158,3 mentre nel football universitario è 1261,6.

## Storia
La formula per il calcolo del passer rating della NFL venne decisa nel 1971 da uno speciale comitato presieduto da Don R. Smith, un dirigente della Pro Football Hall of Fame. Gli ideatori della formula furono Seymour Siwoff e Don Weiss, dopo che negli anni precedenti la NFL aveva cercato vari criteri per stabilire chi fosse il miglior quarterback della lega.

## NFL
Il calcolo del passer rating della NFL implica più passi di quello del football universitario. Per stabilire il coefficiente è necessario considerare quattro categorie:
- la percentuale di passaggi completati su quelli tentati
- la media di iarde conquistate per tentativo di passaggio
- la percentuale di passaggi da touchdown
- la percentuale di intercetti.

Il risultato di ogni categoria viene considerato solo tra un minimo di 0 e un massimo di 2,375, cioè valori negativi vengono approssimati a 0 e valori superiori al massimo vengono approssimati ad esso. Questo fa sì che il risultato totale possa variare tra 0 e 158,3. Il massimo passer rating è ottenibile con almeno il 77,5% di completi rispetto ai passaggi tentati, almeno 12,5 iarde per tentativo, almeno l'11,875% dei passaggi da touchdown rispetto al totale dei tentativi e nessun intercetto.
Le formule per le quattro categorie sono le seguenti:
{\displaystyle a=\left({COMP \over ATT}-0,3\right)\times 5}
{\displaystyle b=\left({YDS \over ATT}-3\right)\times 0,25}
{\displaystyle c=\left({TD \over ATT}\right)\times 20}
{\displaystyle d=2,375-\left({INT \over ATT}\times 25\right)}
dove
ATT = Passaggi tentati
COMP = Passaggi completati
YDS = Iarde conquistate su passaggio
TD = Passaggi da touchdown
INT = Intercetti
Una volta ottenuti i coefficienti, la formula seguente calcola il passer rating:
{\displaystyle {\text{Passer Rating}}_{\text{NFL}}=\left({mm(a)+mm(b)+mm(c)+mm(d) \over 6}\right)\times 100}

dove {\displaystyle mm(x)={\text{max}}(0,{\text{min}}(x,2,375))}
In altre parole, mm(x) = x, con due eccezioni:

1. Se x < 0, allora mm(x) = 0.

2. Se x > 2,375, allora mm(x) = 2,375.

## NCAA
Il passer rating nel football universitario è ufficialmente chiamato passing efficiency o pass efficiency e la formula per il suo calcolo è più semplice di quella della NFL.
{\displaystyle PasserRating_{NCAA}={(8.4\times YDS)+(330\times TD)+(100\times COMP)-(200\times INT) \over ATT}}
I valori possono variare tra -731,6 e 1.261,6.

## Record

### NFL
Al 31 dicembre 2023 il detentore del record NFL per il massimo passer rating in carriera (con almeno 1500 passaggi tentati) è Aaron Rodgers con un valore di 105,6 fatto registrare dal 2005. Rodgers è anche il detentore del record per il più alto passer rating in una singola stagione, che è di 122,5, ottenuto nella stagione 2011. Nella stagione 2016 Dak Prescott fece registrare un rating medio di 104,9, battendo il record per una matricola. Solo 56 quarterback, in 68 occasioni, sono stati in grado di ottenere il massimo passer rating possibile in una partita. L'ultimo a raggiungere questo risultato è stato Lamar Jackson, che il 31 dicembre 2023 guidò i suoi Baltimore Ravens alla vittoria per 56-19 contro i Miami Dolphins facendo registrare un passer rating di 158,3.

### NCAA
Il record per la carriera è detenuto da Sam Bradford degli Oklahoma Sooners con 175,6 (2007/2009). Il record per la singola stagione è di Colt Brennan degli Hawaii Warriors che nel 2008 ottenne 186,0.